# Église d'Halkivaha
L'église d'Halkivaha (en finnois : Halkivahan kirkko) est une église luthérienne située dans le village d'Halkivaha à Urjala en Finlande.

## Présentation
Une salle de prière est construite en 1907.
Une église conçue par Heikki Tiitola est construite en 1923-1926.
Le retable a pris pour modèle le Jésus au jardin de Gethsémani de Heinrich Hofmann.